# L (cantante)
Kim Myung-soo (en hangul, 김명수; en hanja, 金明洙; Seúl, Corea del Sur, 13 de marzo de 1992) también conocido artísticamente como L, es un cantante, bailarín, modelo, actor y MC surcoreano, miembro de la banda INFINITE. Agencia actual "LOOKMEDIA"  (Corea del Sur).

## Biografía
L (Kim Myung Soo) nació el 13 de marzo de 1992 en Seúl, Corea del Sur.
Tiene un hermano menor que se llama Moon-soo.
Fue a Duk-soo High School y se graduó de la universidad Daekyung el 15 de febrero de 2013, junto a Sungkyu, Sungyeol, Hoya, Dongwoo y Woohyun.
El 22 de febrero de 2021 se anunció que se había enlistado en el cuerpo de marines de Corea del Sur para iniciar su servicio militar obligatorio.

## Carrera
Actualmente forma parte de la agencia Management 2SANG. En 2010 se unió a la agencia "Woollim Entertainment", sin embargo luego de nueve años en la empresa decidió no renovar su contrato, terminándolo en agosto del 2019.
Debut
En 2010, Myungsoo debutó con Infinite con el sencillo «Come Back Again» como vocalista visual del grupo. Se anunció una nueva unidad de subunidad, INFINITE F, compuesta por Sungyeol, Myungsoo y Sungjong. Se realizó la canción Heartbeat y cuenta con otra canción en Season 2. Están fijados para debutar en algún momento en el futuro.
En 2010, Infinite apareció por primera vez en el reality show You Are My Oppa introducir el grupo antes de hacer su debut el 9 de junio Interpretaron canciones de su primer EP Primera Invasión con los sencillos "Come Back Again" y "está de vuelta". 
Debut en Japón
Infinite extraoficialmente debutó en Japón con su primer sencillo japonés «To-Ra-Wa» el 26 de enero de 2011 Inmediatamente después de su lanzamiento, su álbum Evolución alcanzó el número 3 en gráficos en tiempo real para las ventas en Corea. La canción rematado al # 1 para tonos de llamada para celulares, lo cual se mostró en las estadísticas de la sección K-POP en la página web para móviles de Japón. Infinite lanzó varias canciones individuales incluyendo «She's Back», «BTD (Before the Dawn)», y «Nothing's Over» antes de que oficialmente debutarán en Japón. Infinite hizo su debut oficial con la versión japonesa de "BTD" el 19 de noviembre de 2011. El sencillo fue lanzado en tres versiones, un CD + Photobook incluyendo 40 páginas de álbum de fotos, CD + DVD que incluye su primer portafolio japonés en Zepp Tokyo el 21 de julio de 2011, así como "BTD" 's vídeo musical y el making-of, y la edición regular. El lado B del sencillo es "Can you small", una nueva versión de su segundo miniálbum EVOLUCIÓN encuentra en la tercera pista de su primer álbum solo Inspirit .
En diciembre de 2011, que digitalmente lanzaron su primera canción de Navidad "Blanca Confesión".
Ver discografía aquí=> https://es.wikipedia.org/wiki/Anexo:Discograf%C3%ADa_de_INFINITE

### Fotografía
El 15 de mayo de 2013, L lanzó su libro de fotografías titulado L's Bravo Viewtiful, mostrando fotos tomadas por él durante un viaje de 93 días. El libro fue lanzado en dos versiones – una versión coreana y una japonesa. Este libro rápidamente alcanzó el #1 en pre-órdenes en librerías en línea como Yes24 y Kyobo.
El 1 de septiembre de 2013, Woollim Entertainment lanzó la segunda parte del teaser de L's Bravo Viewtiful y se dio a conocer que se lanzará el 25 de septiembre en Corea y el 28 de septiembre en Japón.

### Actuación
L hizo su debut como actor el 2011 en el drama Jiu transmitido por TV Asahi en Japón.
En el 2012, actuó como Lee Hyun Soo en el exitoso drama Shut Up Flower Boy Band de la saga Oh! Boy de tvN. 
Ese mismo año actuó en el sitcom de MBC What's The Deal, Mom.
Formó parte del elenco del drama de SBS The Master's Sun junto a importantes actores como Seo Ji Sub, Gong Hyo Jin y Seo In Guk.
El 22 de mayo del 2019 se unió al elenco principal de la serie Angel's Last Mission: Love (también conocida como "One and Only Love") donde dio vida a Dan, un problemático ángel que tiene que convertirse en el cupido de una mujer de corazón frío para poder volver al cielo, sin embargo termina enamorándose de ella, hasta el final de la serie el 11 de julio del mismo año. La primera lectura del guion fue realizada en marzo del 2019.
El 25 de mayo del 2020 se unió al elenco principal de la serie Welcome (también conocida como "Come Here" o "Meow, the Secret Boy") donde dio vida a Hong Jo, un gato que se convierte en humano y vive una doble vida, hasta el final de la serie el 30 de abril del mismo año.
El 21 de diciembre del mismo año se unió al elenco principal de la serie Royal Secret Agent (también conocida como "Secret Royal Inspector"), donde interpretó a Sung Yi-gyeom, un inspector real secreto y sexto consejero menor de Hongmungwan. Durante el día, vive la vida ordinaria de un burócrata, organizando la biblioteca de Hongmungwan y por la noche, juega en secreto con otros funcionarios y se convierte en un engañador, hasta el final de la serie el 9 de febrero del 2021.

### Programas
El 2 de junio de 2012 L fue invitado a Invincible Youth junto a Andy Lee de Shinhwa, Lee Hyun-woo, Baek Sung-hyun, Kang Kyun Sung y Park Hwi Sun.
El 3 de octubre de 2012, L fue invitado a Radio Star para promover su sitcom, "What's The Deal, Mom" junto con Kim Byung Man, Ryu SeungSoo and Kim SeoHyung.
El 8 de enero de 2013, L fue invitado al famoso programa de variedades Running Man, junto a Choi Minho de Shinee, Lee Joon de MBLAQ, Yonghwa y Lee JongHyun de CN Blue, Hwang Kwanghee de ZE:A y Sulli de F(x).
El 9 de abril de 2013, L fue invitado a "1 vs. 100" y desafortunadamente no fue capaz de ganar hasta el último asalto.
El 26 de agosto de 2013, L fue nuevamente invitado a Running Man, pero esta vez junto a Sung Kyu. L formó parte del mismo equipo de Haha y SungKyu (Green team).

## Filmografía

### Series de televisión
| Año     | Título                          | Rol                     | Notas        | Ref.          |
| ------- | ------------------------------- | ----------------------- | ------------ | ------------- |
| 2011    | Jiu                             | Jiu                     |              |               |
| 2012    | Shut Up Flower Boy Band         | Lee Hyun-soo            |              |               |
| 2012    | Salamander Guru and The Shadows | Cameo                   | Ep. 3        |               |
| 2012    | What's The Deal, Mom            | Kim Myung-soo           |              |               |
| 2013    | Master's Sun                    | Joven Joo Joong-won     |              |               |
| 2014    | Cunning Single Lady             | Secretario Gil Yohan    |              |               |
| 2014    | My Lovely Girl                  | Shi Woo                 |              |               |
| 2015    | The Time We Were Not in Love    | Ki Sung-Jae             |              |               |
| 2016    | One More Time                   | Tan Yoo                 |              |               |
| 2017    | The Emperor: Owner of the Mask  | Lee Sun                 | 40 episodios |               |
| 2018    | Miss Hammurabi                  | Im Ba-reun              | 16 episodios |               |
| 2019    | Angel's Last Mission: Love      | Kim Dan / Yoo Seong-woo | 32 episodios |               |
| 2020    | Welcome                         | Hong Jo                 | 24 episodios | [ 19 ] [ 20 ] |
| 2020-21 | Royal Secret Agent              | Sung Yi-gyeom           | 16 episodios | [ 21 ]        |
| 2023    | Numbers                         | Jang Ho-woo             | 16 episodios | [ 22 ] [ 23 ] |
| 2024    | Dare to Love Me                 | Shin Yoon-bok           | 16 episodios | [ 24 ] [ 25 ] |
| 2024    | Perfect Family                  | Lee Seong-woo           |              | [ 26 ]        |

### Doblaje
| Año  | Título     | Cadena de TV | Rol      |
| ---- | ---------- | ------------ | -------- |
| 2011 | Wara Store | Tooniverse   | Él mismo |

### Videos musicales
| Año  | Canción         | Artista           | Ref.   |
| ---- | --------------- | ----------------- | ------ |
| 2010 | Run             | Epik High         |        |
| 2010 | Starlight March | Strawberry Fields |        |
| 2012 | 60 Seconds      | Kim Sung-kyu      | [ 27 ] |
| 2013 | Love Blossom    | K.Will            | [ 28 ] |

### Programas de variedades
| Año  | Título                | Cadena de TV | Notas                                          | Ref.   |
| ---- | --------------------- | ------------ | ---------------------------------------------- | ------ |
| 2010 | You're My Oppa        | Mnet         | Predebut reality show                          |        |
| 2010 | Children Of The Night | MBC          | Invitado                                       |        |
| 2011 | Director's Cut        | Mnet         | con Sungkyu y Hoya                             |        |
| 2012 | Ranking King          | Mnet         | -                                              |        |
| 2012 | Weekly Idol           | MBC Every 1  | Invitado                                       |        |
| 2012 | Invincible Youth      | KBS          | Invitado                                       |        |
| 2012 | High Society          | JTBC         | Invitado                                       |        |
| 2012 | Hello Counselor       | KBS          | Invitado, Ep. 101                              |        |
| 2013 | Running Man           | SBS          | Invitado                                       |        |
| 2013 | 1 vs. 100             | KBS          | Invitado                                       |        |
| 2014 | Full House            | KBS          | Invitado, ep. 89                               |        |
| 2015 | Hello Counselor       | KBS          | Ep. 233 - Invitado con Woohyun y Lee Sung-yeol |        |
| 2015 | Weekly Idol           | MBC Every 1  | Invitado                                       |        |
| 2015 | A Song For You 4      | KBS          | Invitado                                       |        |
| 2016 | King of Mask Singer   | MBC          | Participó como "I'm Your Father", ep. 63       | [ 29 ] |

### Presentador
| Año  | Programa                     | Notas                                                                        | Ref.          |
| ---- | ---------------------------- | ---------------------------------------------------------------------------- | ------------- |
| 2014 | SBS Gayo Daejun - Lucky Boys | Copresentador - junto a Jung Yong-hwa, Nichkhun, Song Min-ho, Kangnam y Baro | [ 30 ] [ 31 ] |

### Musicales
| Año  | Título        | Notas                                              | Ref.   |
| ---- | ------------- | -------------------------------------------------- | ------ |
| 2021 | Meissa’s Song | Musical militar - junto a Chanyeol y Jung Dae-hyun | [ 32 ] |

### Revistas / sesiones fotográficas
| Año  | Título                | Notas               | Ref.                 |
| ---- | --------------------- | ------------------- | -------------------- |
| 2020 | Marie Claire Magazine | Junto a Shin Ye-eun | [ 33 ] [ 34 ] [ 35 ] |

### Anuncios
- Galaxy player 5.8
- Elite Uniform (Con IU)
- EDIQ Edition Unique (2012)
- Elite's School Uniform - (con F(x) )
- FILA (2013)
- NatuurPOP
- NIKE 1st Look
- Pepsi
- Canon CF
- Nature Republic ACUA
- Elite (2013)
- Cosméticos Shara Shara (2013)
- Vinistyle Cosméticos (2015)

## Discografía

### Soundtracks
| Año  | Show                                                                                   | Canción                     | Artista              |
| ---- | -------------------------------------------------------------------------------------- | --------------------------- | -------------------- |
| 2012 | MBC What's The Deal, Mom                                                               | She's a Fantasy             | con Infinite         |
| 2012 | TVN Shut Up Flower Boy Band                                                            | Love U Like U               | dueto con Kim Ye-rim |
| 2016 | KBS2TV (Webdrama) One More Time                                                        | One More Time               | Kim Myung Soo        |
| 2017 | MBC Ruler: Master of the Mask Archivado el 15 de diciembre de 2019 en Wayback Machine. | It's Ok Even If It's Not Me | Kim Myung Soo        |
| 2018 | Solo song                                                                              | Reminisce                   | INFINITE L           |
| 2018 | Solo song                                                                              | Talk N talk                 | INFINITE L           |
| 2019 | KBS2TV Angel's Last Mission: Love                                                      | The Nights That I Miss You  | Kim Myung Soo        |

## Premios y nominaciones
| Año  | Categoría                                | Premio                 | Trabajo                        | Resultado |
| ---- | ---------------------------------------- | ---------------------- | ------------------------------ | --------- |
| 2021 | Top Excellence Award, Actor              | KBS Drama Award        | Royal Secret Agent             | Nominado  |
| 2021 | Excellence Award, Actor in a Miniseries  | KBS Drama Award        | Royal Secret Agent             | Nominado  |
| 2019 | Best New Actor                           | KBS Drama Award        | Angel's Last Mission: Love     | Ganador   |
| 2019 | K-Drama Hallyu Star Award                | KBS Drama Award        | Angel's Last Mission: Love     | Ganador   |
| 2019 | Best Couple Award (junto a Shin Hye-sun) | KBS Drama Award        | Angel's Last Mission: Love     | Ganador   |
| 2019 | Best New Actor                           | 12th Korea Drama Award | Angel's Last Mission: Love     | Nominado  |
| 2018 | Best New Actor                           | 6th APAN Star Award    | Miss Hammurabi                 | Nominado  |
| 2017 | Popular Actor                            | MBC Drama Award        | The Emperor: Owner of the Mask | Ganador   |
| 2017 | Best Character                           | MBC Drama Award        | The Emperor: Owner of the Mask | Ganador   |